# Bernhard Fuckeradt

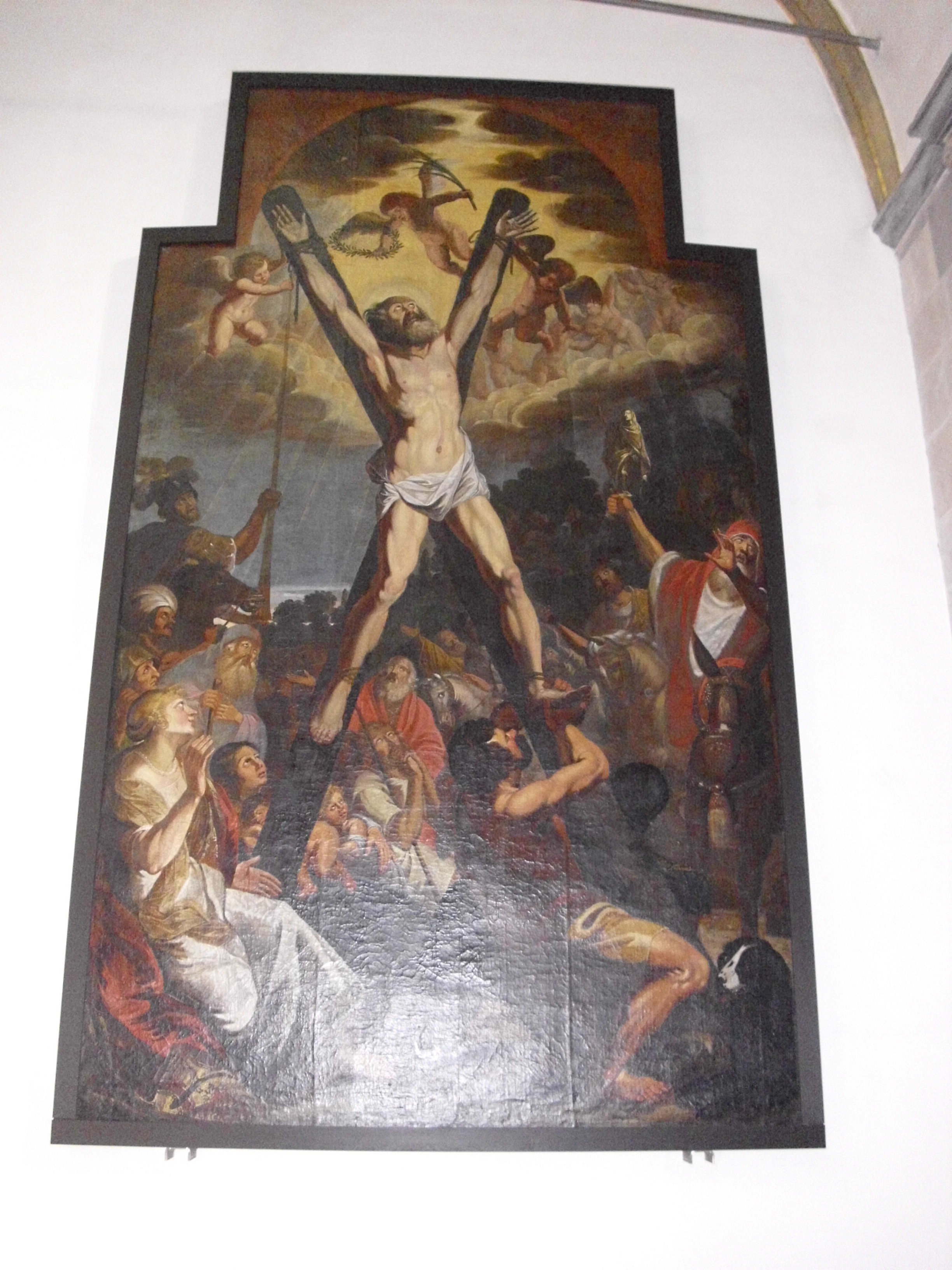
Męczeństwo św. Andrzeja w kościele św. Andrzeja w Kolonii

Bernhard Fuckeradt (ur. 1601 w Langensalza, zm. 21 kwietnia 1662 w Kolonii) – był niemieckim jezuitą i malarzem. Pochodził z rodziny luterańskiej z Turyngii. W latach dwudziestych 17-go wieku przybył do Kolonii i zajmował się malarstwem dekoracyjnym jak np. złoceniem ołtarzy. Po konwersji w roku 1631 i przyjęciu do Zakonu Jezuitów odbył nowicjat w Trewirze w latach 1631-32. Malarstwa uczył się u Rubensa w Antwerpii w latach 1634-1637, po nauce pracował jako malarz obrazów o tematyce religijnej w Kolonii, Düsseldorfie (1645, 1647-1654) oraz w Akwizgranie (1646, 1656). Większość jego dzieł zaginęła, zachował się jedynie obraz martyrologia św. Andrzeja namalowany w latach 1658-1662 dla nowego barokowego ołtarza kościoła pod wezwaniem św. Andrzeja w Kolonii.

## Literatura
- Joseph Braun S.J.: Die Kirchenbauten der deutschen Jesuiten. Ein Beitrag zur Kultur- und Kunstgeschichte des 17. und 18. Jahrhunderts. 1. Teil: Die Kirchen der ungeteilten rheinischen und niederrheinischen Ordensprovinzen, Freiburg im Breisgau 1908; Stimmen aus Maria-Laach, Bd. 99/100; biogram Bernharda Fuckeradta s. 97.

- Dietmar Spengler: „Primitiae martyrum Societatis Iesu in Ecclesia Iaponica“: der Maler Bernard Fuckerad S.J. Ein Beitrag zur Arbeitsweise der Ordensmalerei; w: Archivum historicum Societatis Iesu 75(2006)149, s. 63-78. ISSN 0037-8887